# Mexcala rufa
Mexcala rufa là một loài nhện trong họ Salticidae.
Loài này thuộc chi Mexcala. Mexcala rufa được Elizabeth Maria Gifford Peckham & George William Peckham miêu tả năm 1902.